# Les Éditions des Éléphants
Les Éditions des Éléphants est une maison d'édition française, spécialisée dans la publication d'albums documentaires et de fiction pour la jeunesse.

## Histoire
La société « Les Éditions des Éléphants » a été fondée par Ilona Meyer, rejointe par Caroline Drouault. Les premiers titres paraissent en 2015. Après avoir travaillé pendant une quinzaine d'années pour de grandes maisons éditions, les deux éditrices souhaitent se retrouver dans une structure plus petite et indépendante.
Le choix du nom est lié au fait que l'éléphant est un animal très présent dans la littérature pour la jeunesse et qu'il est associé à des valeurs positives comme la force, l'intelligence, la mémoire, la grâce ou encore la longévité. « Ces valeurs nous ont guidées pour développer notre catalogue. Un catalogue qui se veut intelligent, fort, porteur de sagesse, ouvert aux autres, « gracieux » ! »

## Catalogue
Depuis leur création, les Éditions des Éléphants publient une quinzaine d'albums documentaires ou de fiction par an, pour un public allant des tout-petits aux adolescents. Les ouvrages doivent permettre aux lecteurs de « mieux comprendre le monde et mieux vivre ensemble ». Des sujets comme la place de chacun dans la société, les liens familiaux, la guerre, les religions, les sciences ou encore la biodiversité sont abordés dans des ouvrages faisant la part belle à l'amitié, la solidarité, l'intégrité, le courage, la résistance, la différence, la tolérance, la justice. 
Deux collections voient le jour en 2015 : « Igor et Souky » et « Mémoire d'éléphant ».

## Quelques auteurs et illustrateurs édités
- May Angeli
- Sigrid Baffert
- Barroux
- Sandrine Bonini
- Anne Brouillard
- Davide Cali
- Claude Clément
- Irène Cohen-Janca
- Marc Daniau
- Jenni Desmond
- Camille Jourdy
- Régis Lejonc
- Philippe Nessmann
- Guillaume Olive
- Maurizio A.C. Quarello
- He Zhihong

## Quelques prix et distinctions
- Prix Sorcières 2016[7], catégorie Documentaire : Cité Babel, le grand livre des religions de Pascale Hédelin, illustrations de Gaëlle Duhazé
- Prix Saint-Exupéry 2018[8], catégorie Francophonie : Le Jardin du dedans-dehors de Chiara Mezzalama, illustrations de Régis Lejonc
- Prix Sorcières 2018[7], catégorie Carrément beau maxi : Le Jardin du dedans-dehors de Chiara Mezzalama, illustrations de Régis Lejonc
- Prix Chrétien de Troyes 2018[9] : Le Jardin du dedans-dehors de Chiara Mezzalama, illustrations de Régis Lejonc
- Bologna Ragazzi Award 2019[10],[11], mention non-fiction : Rue des Quatre-vents, au fil de l'immigration de Jessie Magana, illustrations de Magali Attiogbé
- Prix Saint-Exupéry 2019[8], catégorie Album : La Maison des colombes de Claude Clément, illustrations de Virginie Bergeret

### Sélections
- Sélection 2023 des Petits Champions de la Lecture : un extrait de Te souviens-tu Marianne ? de Philippe Nessmann, illustrations de Christel Espié, a été lu le 28 juin 2023 sur la scène de la Comédie-Française par Julia, une élève de CM2[12].
- Plusieurs ouvrages sont sélectionnés par l'Éducation nationale, dans leurs listes d'ouvrages de référence[13],[14], dont :
  - Bébé va au marché d'Atinuke, illustrations d'Angela Brooksbank (maternelle)
  - Ruby tête haute d'Irène Cohen-Janca, illustrations de Marc Daniau (cycle 3)
  - Le Renard et le Tigre de Guillaume Olive et He Zhihong (maternelle)
  - Le Jardin du dedans-dehors de Chiara Mezzalama, illustrations de Régis Lejonc (cycle 3)
- Quelques ouvrages font partie de la « Bibliothèque jeunesse idéale » du Centre national de la littérature pour la jeunesse (BnF)[15] dont :
  - Les aventuriers du soir  de Anne Brouillard, 2015